# Heterodontie

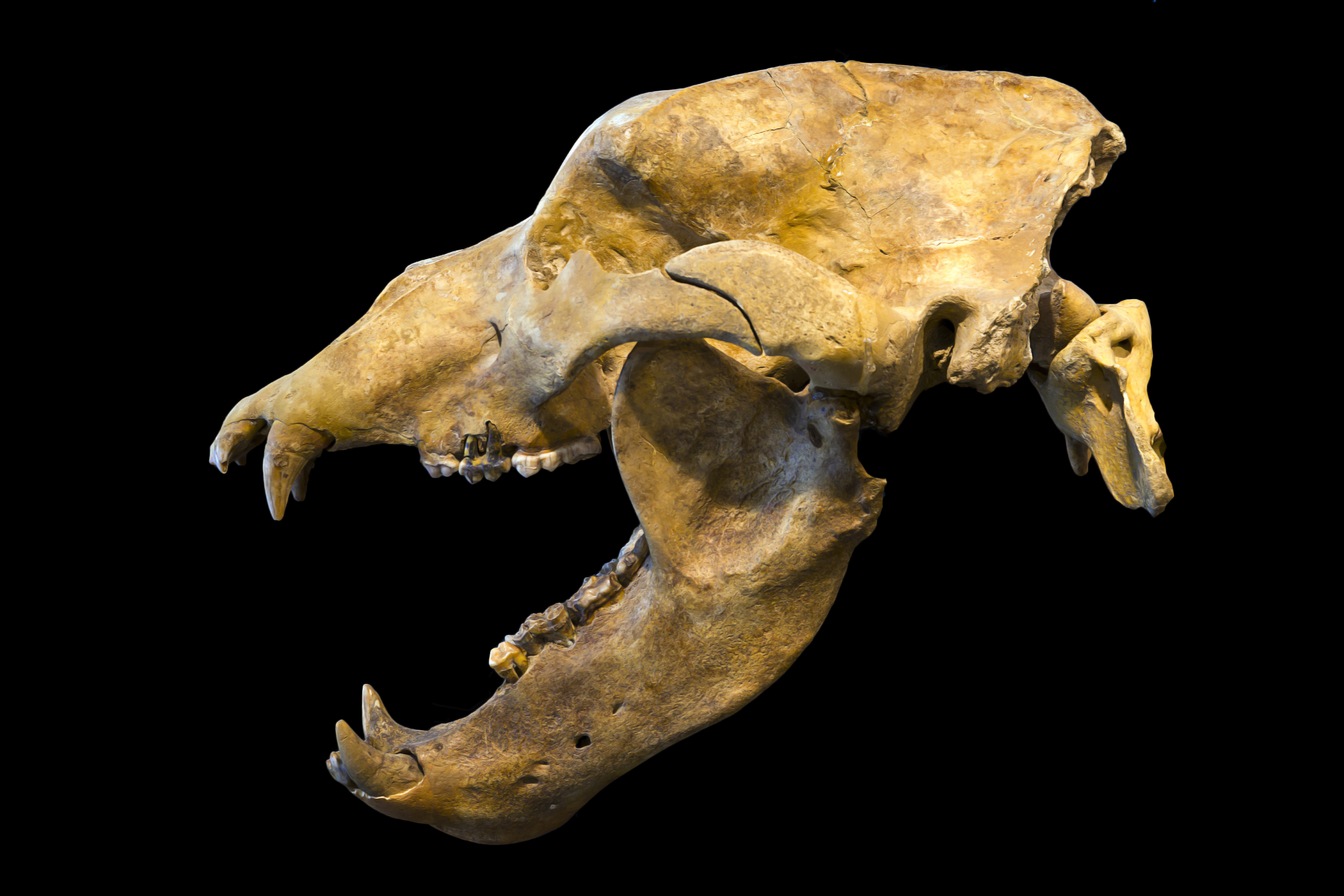
Der Schädel eines Höhlenbären zeigt ein typisch heterodontes Gebiss.

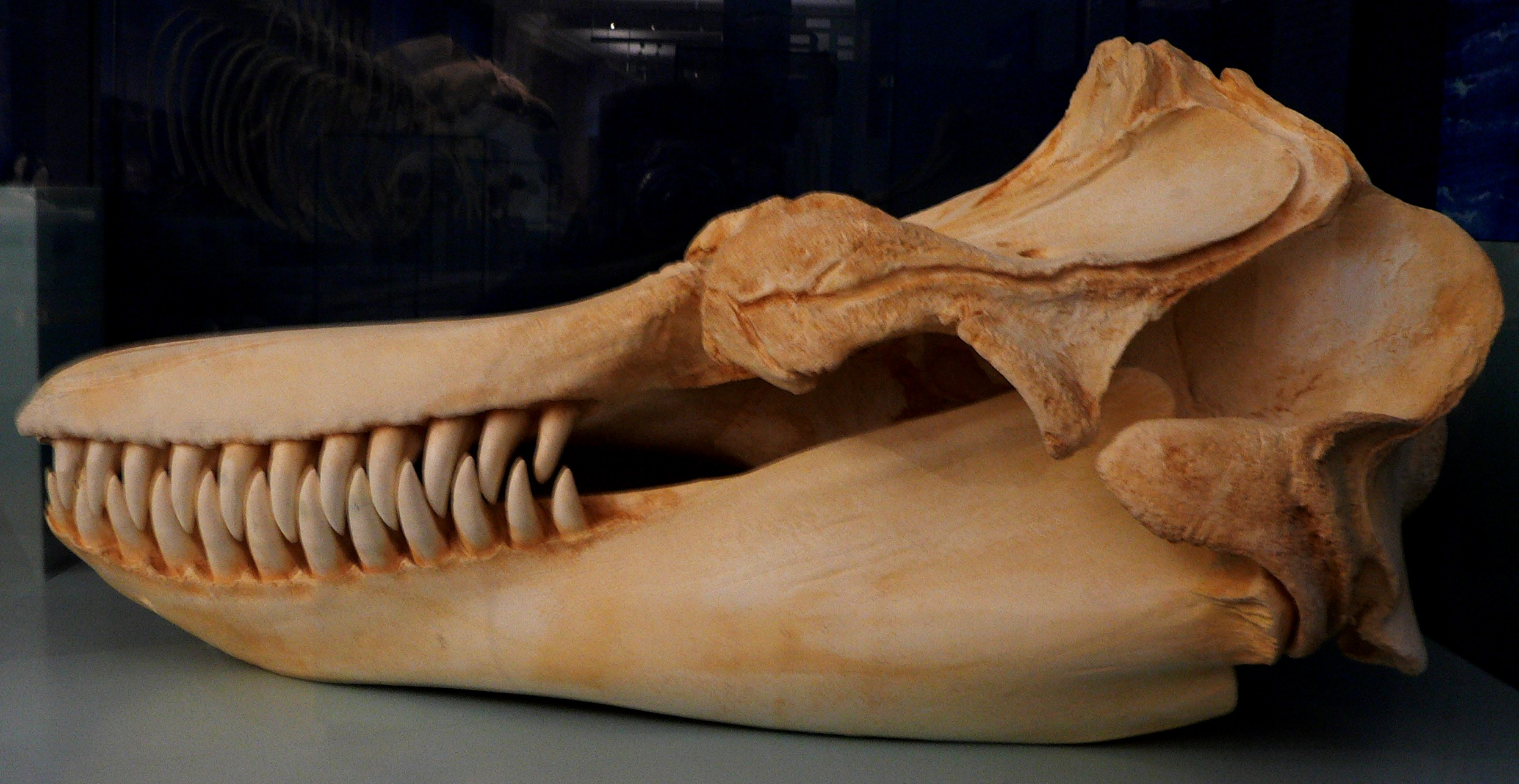
Homodontes Gebiss eines Großen Schwertwales (Orcinus orca)

Heterodontie (Anisodontie) (altgriechisch ἕτερος ‚unterschiedlich, verschieden‘ und altgriechisch ὀδούς, Gen. ὀδόντος ‚Zahn‘) ist die Bezeichnung für das Vorhandensein verschiedenartig ausgebildeter Zahngruppen in einem Gebiss. Dieses ist typisch für die Säugetiere, so haben diese zumeist ein in Schneidezähne, Eckzähne, Prämolaren und Molaren differenziertes Gebiss. Die Amnioten-Linie der Synapsida, der die Säugetiere angehören, zeichnet sich durch immer stärkere Ausformung der Heterodontie aus. Einige ausgestorbene Archosaurier, wie etwa Notosuchia oder Heterodontosauriden, weisen ebenfalls heterodonte Gebisse auf.
Im Gegensatz zur Heterodontie steht die Homodontie, der evolutionsgeschichtlich ursprüngliche Zustand des Gebisses der Landwirbeltiere.  Er ist typisch für Amphibien und Reptilien,  kommt aber auch (sekundär) bei Säugetieren vor, die ihre Nahrung in der Mundhöhle nicht weiter bearbeiten, sondern sie ohne Kauen verschlucken. Ein Paradebeispiel hierfür sind die Zahnwale.